# Nicholas (motorfiets)
Nicholas is een historisch merk van motorfietsen.
De bedrijfsnaam was: Nicholas Motor- & Cycle Co., London.
Dit was een zeer klein Engels merk dat tussen 1911 en 1915 1½ pk motorfietsen leverde.